# Gammelstadens ungdomsförening

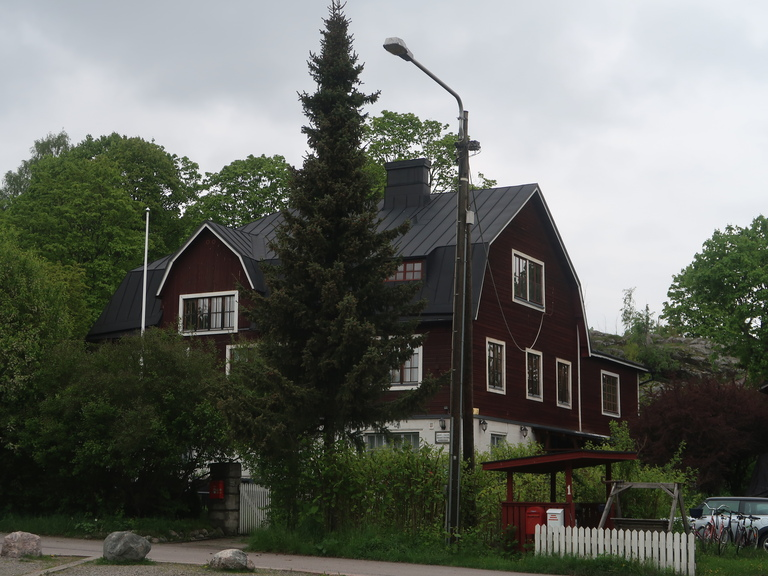
Föreningslokalen Berghyddan år 2021.

Gammelstadens ungdomsförening (GUF) är en svenskspråkig ungdomsförening i Gammelstaden i Helsingfors. Föreningen grundades 1908 och hör till Nylands svenska ungdomsförbund. Föreningen äger lokalen Berghyddan som uppfördes 1910 och som sedan 2003 är ett skyddsobjekt. Föreningen är speciellt aktiv inom körsång och utger årsskiften 
Vandabladet.